# Svendborg Turistforening
|  | Denne artikel er oprettet af botten PalnaBot ud fra en ekstern database. Den kan derfor have sproglige fejl eller mangler. Denne skabelon kan fjernes efter kontrol af indholdet. |

Svendborg Turistforening er en film med ukendt instruktør.

## Handling
Svendborgsund. Hjuldamperen "Fritz Juel" passerer forbi og sejler ind i havnen. Sejler forbi Sct. Jørgen Badeanstalt. Hjuldamperen kongeskibet " Dannebrog" sejler forbi. Vue over mod Tåsinge, Pilekrogen. Mere sejlads på sundet. Troense set fra sundet. Landgang. Folk på spadseretur ved Christiansminde restaurant og hotel. Det ligger nedenfor det ældste badehotel Christiansminde, der er bygget i træ. Vue over Svendborg fra Tåsinge. GadebilIeder i Svendborg. Galgebakken (Ovinehøj). Hulgade.